# Parque nacional de Taksin Maharat
El Parque nacional de Taksin Maharat (en tailandés, อุทยานแห่งชาติตากสินมหาราช) es un área protegida del norte de Tailandia, en la provincia de Tak. Tiene una extensión de 149 kilómetros cuadrados. Fue declarado parque nacional en diciembre del año 1981.
Situado en medio de una jungla exuberante y abundante vida salvaje, el parque tiene un paisaje único de piedra y el más grande de los árboles del país. Los historiadores asumen que un ejército antiguo estuvo en esta zona en tiempos de guerra. Inicialmente, se le llamó parque nacional Ton Krabak Yai en referencia al punto de interés del parque que es un enorme árbol de Krabak (Anisoptera costata). Fue rebautizado con el nombre de Taksin Maharat en 1986 para honrar al rey Taksin el Grande, que en el pasado gobernó la provincia.